# Birklmühle
Birklmühle ist ein Gemeindeteil der Stadt Pegnitz im Landkreis Bayreuth (Oberfranken, Bayern). Birklmühle liegt in der Gemarkung Troschenreuth.

## Geografie
Die Einöde liegt am Goldbrunnenbach (im Unterlauf Flembach genannt), einem linken Zufluss der Pegnitz. Ein Anliegerweg führt nach Kleinkrausmühle (0,4 km nordöstlich).

## Geschichte
Mit dem Gemeindeedikt (frühes 19. Jahrhundert) wurde Birklmühle der Ruralgemeinde Troschenreuth zugewiesen. Im Rahmen der Gebietsreform in Bayern wurde Birklmühle am 1. Juli 1972 in die Stadt Pegnitz eingegliedert.